# Інвалідність і бідність
Бідні у світі мають значно більшу ймовірність мати або отримати інвалідність протягом свого життя порівняно з більш фінансово привілейованим населенням. Рівень інвалідності в бідних країнах помітно вищий, ніж у більш розвинених країнах. З початку 2010-х років зростає кількість досліджень на підтримку зв'язку між інвалідністю та бідністю, а також циклу, за яким бідність та інвалідність взаємно підсилюють один одного. Фізичні, когнітивні, розумові, емоційні, сенсорні або порушення розвитку незалежно або в тандемі один з одним можуть підвищити ймовірність зубожіння, тоді як життя в бідності може збільшити потенційну можливість людини мати або набути певну інвалідність.

## Ступінь

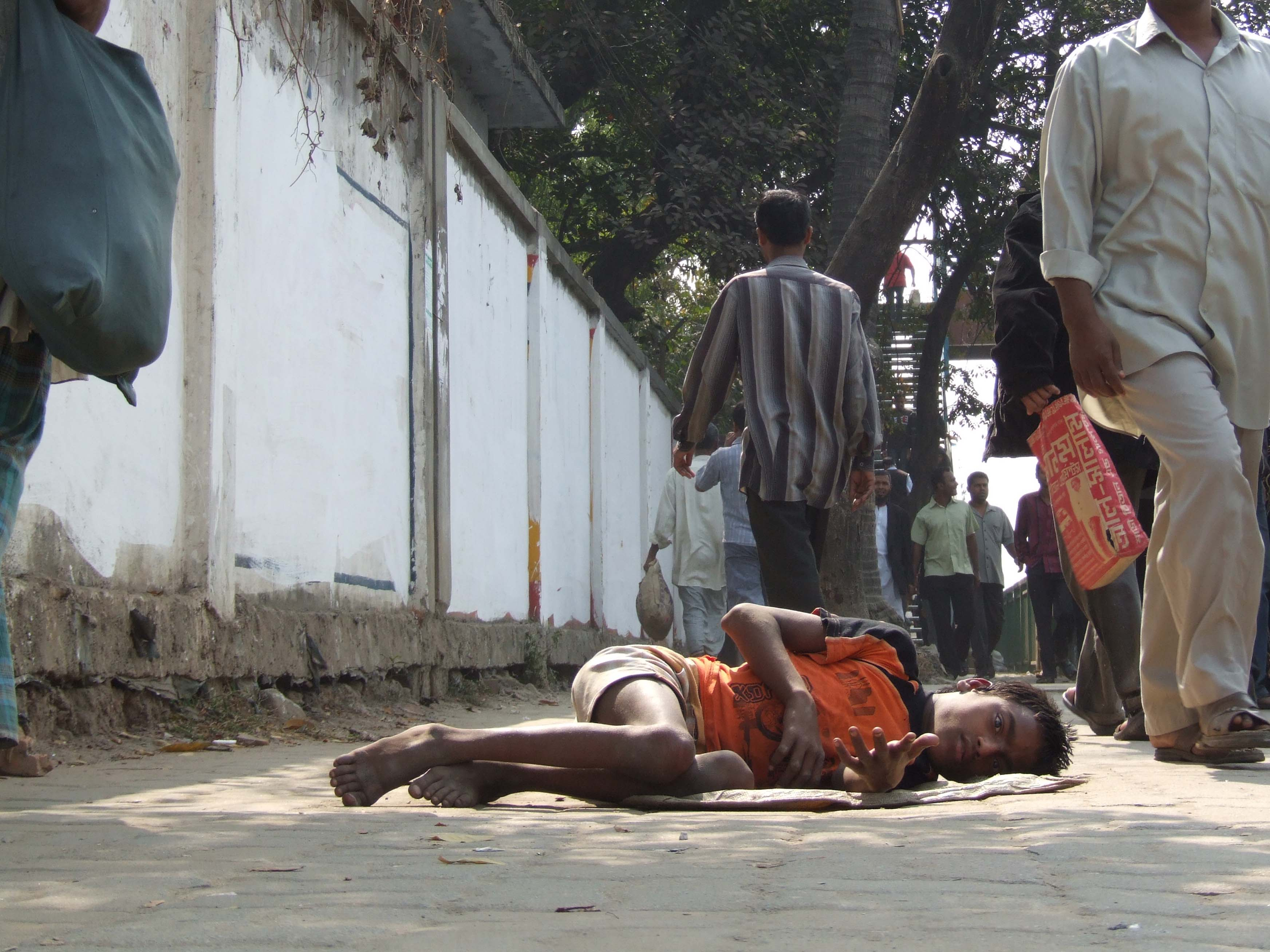
Чоловік з інвалідністю у Бангладеш

Численні дослідження демонструють значний рівень інвалідності серед осіб, які живуть у бідності. Докази щодо зв'язку між інвалідністю та бідністю були розглянуті в доповіді Організації Об'єднаних Націй щодо інвалідності та розвитку. Було показано, що зв'язок між інвалідністю та бідністю є сильнішим, коли бідність вимірюється багатовимірно як численні позбавлення, ніж коли вона вимірюється через дохід або витрати на споживання. Президент Світового банку Джеймс Вулфенсон заявив, що цей зв'язок слід розірвати. Він зазначив: «Люди з інвалідністю в країнах, що розвиваються, надмірно представлені серед найбідніших верств населення. До цих пір вони здебільшого ігнорувалися в порядку денному розвитку, але нещодавнє зосередження уваги на стратегіях скорочення бідності є унікальним шансом переосмислити та переписати цей порядок денний». Зв'язок між інвалідністю та розвитком додатково підкреслила Джудіт Хойманн, перший радник Світового банку з міжнародних прав інвалідів, яка вказала, що з 650 мільйонів людей з інвалідністю сьогодні вісімдесят відсотків проживають у країнах, що розвиваються. За даними Міністерства міжнародного розвитку Великої Британії, 10 000 осіб з інвалідністю щодня помирають через крайню бідність, що свідчить про те, що зв'язок між цими двома конструктами є особливо проблематичним і глибоко вкоріненим. Цей зв'язок також існує в розвинутих країнах. Disability Funders Network повідомляє, що тільки в Сполучених Штатах люди з інвалідністю вдвічі частіше живуть за межею бідності, ніж люди без інвалідності.

## Причини
За даними Світового банку, «люди з інвалідністю в середньому як група відчувають гірші соціально-економічні результати, ніж люди без інвалідності, наприклад, менший рівень освіти, гірший стан здоров'я, меншу зайнятість і вищі рівні бідності». Дослідники продемонстрували, що ці знижені результати можуть бути пов'язані з безліччю інституційних бар'єрів та інших факторів. Крім того, передбачається, що поширеність інвалідності серед бідного населення відбувається циклічно. Ті, хто живе в бідності, мають більшу ймовірність отримати інвалідність, а ті, хто має інвалідність, мають більшу ймовірність збідніти.

### Порочне коло
Експерти з Ради інвалідів Сполученого Королівства пояснюють зв'язок між інвалідністю та бідністю багатьма системними факторами, які сприяють утворенню «порочного кола». Статистичні дані підтверджують взаємопідсилювальний характер інвалідності та низького соціально-економічного статусу, показуючи, що люди з інвалідністю мають значно більшу ймовірність збідніти, а бідні, мають значно більшу ймовірність отримати інвалідність. Бар'єри, які існують для людей з інвалідністю, можуть призвести до того, що люди будуть позбавлені доступу до основних ресурсів, таких як можливість отримати освіту та працевлаштуватись, що призведе до поглиблення бідності. Подібним чином бідність наражає людей на значно більший ризик отримання інвалідності через загальну відсутність медичної допомоги, харчування, санітарії та безпечних умов праці, яким піддаються бідні.
Експерти стверджують, що «порочне кола» важко розірвати головним чином через відсутність агентивності тих, хто живе в бідності. Доведено, що життя в бідності зменшує доступ людини до профілактичних медичних послуг, що призводить до збільшення кількості випадків інвалідності, яким можна було б запобігти. У дослідженні Oxfam виявлено, що більше половини випадків дитячої сліпоти та порушення слуху в Африці та Азії вважалися такими, що можна запобігти або вилікувати. Також Oxfam виявили, що 100 мільйонів людей, які живуть у бідності, також мають вади, отримані через недоїдання та відсутність належних санітарних умов.

### Дискримінація
Показано, що упередження щодо людей з інвалідністю (ейблізм) є значною перешкодою для цієї групи населення. Згідно з дослідженням, яке вивчало життя дітей з інвалідністю у Південній Африці, діти у вибірці описали «дискримінацію з боку інших дітей і дорослих у суспільстві як свою найважливішу щоденну проблему». Додаткові форми дискримінації можуть призвести до того, що інвалідність буде більш помітною серед уже маргіналізованих груп населення. Встановлено, що жінки та люди з певних етнічних груп, які мають інвалідність, більше страждають від дискримінації та негативних наслідків. Деякі дослідники пояснюють це тим, що, на їхню думку, є «подвійним відкиданням» (інтерсекційність) дівчат і жінок, які є інвалідами на основі їхньої статі, а також їхньої інвалідності. :34
Стереотипи, які супроводжують обидва ці атрибути, призводять до того, що жінки з інвалідністю вважаються особливо залежними від інших, і посилюють неправильне уявлення про цю групу населення як обтяжливу. У дослідженні, проведеному Oxfam, було підкреслено суспільні наслідки наявності інвалідності в той час, коли ви належите до маргіналізованої групи населення.
Крім того, жінки з інвалідністю особливо вразливі до насильства. Опитування ООН у 2004 році в Орісі, Індія, показало, що кожна жінка з інвалідністю в їх вибірці зазнала певної форми фізичного насильства. Ця подвійна дискримінація також поширена у більш індустріальних країнах. У США, наприклад, 72 відсотки жінок з інвалідністю живуть за межею бідності. Посилену дискримінацію, з якою можуть стикатися люди з інвалідністю через їхню стать, особливо важливо враховувати, беручи до уваги, що, згідно з даними Організації економічного співробітництва та розвитку, жінки повідомляють про більшу кількість випадків інвалідності, ніж чоловіки. Крім того, зв'язок між інвалідністю та бідністю має особливе значення для жінок у світі, оскільки жінки становлять приблизно 70 відсотків усіх людей, які живуть у бідності. (див. фемінізація бідності) Інституційна дискримінація також існує, оскільки в організаціях існує політика, яка призводить до нерівності між особами з інвалідністю та особами без інвалідності. Деякі з цих організацій систематично ігнорують потреби людей з інвалідністю, а деякі втручаються в їх життя як засіб соціального контролю.

### Охорона здоров'я
Ще одна причина, чому люди з інвалідністю часто бідні, це високі медичні витрати, пов'язані з їхніми потребами. Одне дослідження, проведене в селах Південної Індії, продемонструвало, що річна вартість лікування та обладнання, необхідного для людей з інвалідністю в цьому районі, коливалася від доходу за три дні до двох років, а середня сума, витрачена на основні послуги, сягала доходу за три місяці. Ця цифра не враховує неоплачувану роботу опікунів, які повинні надавати допомогу після цих процедур, і альтернативні витрати, що призводять до втрати доходу під час травми, операції та реабілітації. Дослідження, про які повідомили медичні антропологи Бенедикт Інгстад і Сьюзен Рейнольдс Вайт, також показали, що доступ до медичної допомоги значно погіршується, коли людині бракує мобільності. Вони повідомляють, що крім прямих медичних витрат, пов'язаних з інвалідністю, тягар транспортування найбільше лягає на людей з інвалідністю. Це особливо вірно для сільської бідноти, чия віддаленість від міського середовища вимагає значного переміщення для отримання медичних послуг. Через ці перешкоди, як економічні, так і фізичні, за оцінками, лише 2 відсотки людей з інвалідністю мають доступ до належних реабілітаційних послуг.
Недоступність медичної допомоги для тих, хто живе в бідності, суттєво впливає на рівень інвалідності серед цієї групи населення. Люди, які живуть у бідності, стикаються з вищими ризиками для здоров'я та часто не можуть отримати належне лікування, що призводить до значно більшої ймовірності отримати інвалідність протягом життя. Фінансові бар'єри — не єдині перешкоди, з якими стикаються бідники. Дослідження показують, що питання географічної недоступності, доступності та культурних обмежень створюють значні перешкоди для отримання належного догляду для населення країн, що розвиваються. Захворювання, пов'язані зі статтю, особливо шкідливі для жінок, які живуть у бідності. За оцінками Всесвітньої організації охорони здоров'я, щороку 20 мільйонів жінок отримують інвалідність через ускладнення під час вагітності та пологів, які можна значно пом'якшити за допомогою належної допологової, пологової та післяпологової медичної допомоги.

### Інституційні бар'єри
Дослідники стверджують, що інституційні бар'єри відіграють значну роль у поширенні бідності серед осіб з інвалідністю.

#### Доступність
Доступність фізичного середовища може бути великим визначальним фактором у здатності людини отримати доступ до сходів успіху або навіть базових засобів до існування. Професор міського планування Роб Імрі зробив висновок, що більшість просторів містять фізичні бар'єри, через які люди з інвалідністю виключаються з територій через недоступне розташування цих просторів.До прикладу, Рада інвалідів Сполученого Королівства, сприймає цей «апартеїд» особливо небажаним у громадському транспорті, освітніх та медичних закладіх і, можливо, найбільш актуальних місцях роботах. Фізичні бар'єри також часто зустрічаються вдома, причому бідні люди частіше займають тісніші місця, недоступні для інвалідних візків. Крім фізичної доступності, є інші потенційні чинники виключення: відсутність шрифту Брайля, жестової мови і брак аудіокасет для людей з вадами зору та слуху.

#### Освіта
Вважається, що причиною безробіття є дискримінація в ранньому віці. У 1995 році ЮНЕСКО повідомила, що 98 відсотків дітей з інвалідністю в країнах, що розвиваються, не мають доступу до формальної освіти. Ця статистика ще більш жахлива для жінок з інвалідністю, оскільки Програма розвитку ООН повідомляє, що глобальний рівень грамотності для цієї групи становить лише 1 відсоток. Це можна пояснити тим фактом, що, згідно з даними Всесвітньої організації охорони здоров'я, хлопчики з інвалідністю мають набагато більше шансів отримати освіту, ніж дівчата з такими ж можливостями. Окрім отриманих навичок, такі експерти, як колишній радник Світового банку Джудіт Хойманн, припускають, що суспільна цінність освіти та неспроможність шкіл прийняти дітей з особливими освітніми потребами значною мірою сприяє дискримінації цих осіб. Позбавлення освіти осіб з інвалідністю може бути не лише проблемою дискримінації, але й проблемою ресурсів. Діти з інвалідністю часто потребують спеціальних освітніх ресурсів і методів викладання, здебільшого недоступних у країнах, що розвиваються.

#### Працевлаштування
Деякі соціологи виявили ряд перешкод для працевлаштування людей з інвалідністю. Це може проявлятись у дискримінації від роботодавців, архітектурних бар'єрах на робочому місці, негативному ставленні до навичок і можливій реакції клієнтів. За словами соціолога Едварда Холла, «люди з інвалідністю частіше є безробітними, займаються професіями з нижчим статусом, мають низькі доходи або взагалі не працюють, ніж люди без інвалідності». За оцінками Міжнародної організації праці, приблизно 386 мільйонів працездатного населення світу мають певну форму інвалідності, однак до вісімдесяти відсотків цих працездатних людей не можуть знайти роботу. Для жінок з інвалідністю рівень зайнятості ще нижчий. Статистика показує, що люди з інвалідністю як у промислово розвинених країнах, так і в країнах, що розвиваються, загалом не можуть отримати офіційну роботу. У більшості країн, що розвиваються, достовірні дані про рівень безробіття серед осіб з інвалідністю ще не визначені.
Створення інклюзивної зайнятості, яка краще сприяє участі людей з інвалідністю, демонструє суттєвий позитивний вплив не лише на життя цих людей, але й на економіку країн, які впроваджують такі заходи. За оцінками Міжнародної організації праці, нинішнє виключення людей з інвалідністю, що можуть працювати, коштує країнам можливого прибутку від 1 до 7 відсотків ВВП.

## Наслідки
Багато хто вважає взаємозв'язок між інвалідністю та бідністю особливо проблематичним, оскільки він ставить людей з найбільшими потребами в становище, коли вони мають доступ до найменших ресурсів. Дослідники з Організації Об'єднаних Націй та Єльської школи громадської охорони здоров'я називають зв'язок між інвалідністю та бідністю проявом самовтілюваного пророцтва, коли припущення, що ця категорія людей є витоком ресурсів, призводить до того, що суспільство позбавляє їх доступу до шляхів успіху. Таке виключення людей на підставі їх інвалідності, у свою чергу, позбавляє їх можливості зробити значний внесок, який би спростовав ці стереотипи. Oxfam стверджує, що цей негативний цикл здебільшого пов'язаний з грубою недооцінкою потенціалу людей з інвалідністю та недостатньою обізнаністю щодо можливостей, які може мати кожна людина за наявності належних ресурсів.

## Актуальні ініціативи
Ініціативи на місцевому, національному та транснаціональному рівнях, що стосуються зв'язку між бідністю та інвалідністю, надзвичайно рідкісні. За даними ООН, лише 45 країн світу мають антидискримінаційні закони та інші закони, що стосуються людей з інвалідідністю.
Організація Об'єднаних Націй була в авангарді ініціювання законодавства, яке має на меті покращити становище осіб з інвалідністю у суспільстві, особливо бідних. У 1982 році ООН опублікувала Всесвітню програму дій щодо осіб з інвалідністю, в якій прямо говориться, що «потрібно докладати особливих зусиль для інтеграції людей з інвалідністю у процес розвитку, і тому ефективні заходи для профілактики, реабілітації та вирівнювання можливостей є важливими». Ця доктрина започаткувала Десятиліття людей з інвалідністю ООН з 1983 по 1992 рік, на завершення декади Генеральна Асамблея прийняла Стандартні правила забезпечення рівних можливостей для людей з інвалідністю. Стандартні правила заохочують держави усувати соціальні, культурні, економічні, освітні та політичні бар'єри, які заважають людям з інвалідністю рівноправно брати участь у житті суспільства. Прихильники ініціативи стверджують, що ці рухи від імені ООН сприяли більш інклюзивній політиці розвитку та висунули права людей з інвалідністю на перший план.